# Priehyba (Západní Tatry)
Priehyba (polsky Siwa Przehyba, 1650 m n. m.) je sedlo v Západních Tatrách na Slovensku. Nachází se v jižní rozsoše Sivého vrchu mezi samotným Sivým vrchem (1805 m n. m.) na severu a Malou Ostrou (1703 m n. m.) na jihu. Západní svahy klesají do horních partií Suché doliny, východní do Bobrovecké doliny. Okolí sedla je tvořeno vápenci a postupně zarůstá kosodřevinou.

## Přístup
- po zelené  turistické značce ze Sivého vrchu
- po zelené  turistické značce ze sedla Predúvratie